# Lâu đài Šariš
Lâu đài Šariš (tiếng Slovak: Šarišský hrad, tiếng Hungary: Sáros vára) là một tàn tích lâu đài đá được xây từ thời kỳ Gothic và Phục Hưng. Tàn tích còn sót lại của lâu đài nằm tại thị trấn Veľký Šariš, vùng Prešov và cách thành phố Prešov 6-7 kilômét về phía tây bắc, Slovakia. Vị trí chính xác của lâu đài Šariš nằm trên đỉnh cao nguyên của một ngọn đồi hình chiếc nón, với độ cao gần 570 mét so với mực nước biển. Lâu đài Šariš đã được Ủy ban Di tích Quốc gia của Cộng hòa Slovakia xếp vào hạng Di sản Văn hóa Quốc gia.

## Lịch sử
Có thể nói, lâu đài Šariš là một trong những lâu đài cổ nhất và lớn nhất tại Slovakia. Lâu đài được cho là đã có từ thời kỳ đồ đá mới cho đến thế kỷ thứ 4 sau Công nguyên và tiếp tục tồn tại từ thế kỷ 10 đến thế kỷ 12. Sau đó, sang đến thế kỷ 13 lâu đài này mới được xây lại. Năm 1678, lâu đài bị tàn phá bởi hỏa hoạn.
Vùng đất nơi xây dựng lâu đài trước kia và vùng văn hóa truyền thống của Šariš đều được đặt tên theo lâu đài Šariš, do lâu đài từng là trụ sở quản lý của khu vực này trong vài thế kỷ trước (thời xưa, các lâu đài vẫn được dùng làm trụ sở cho các cơ quan công quyền của nhà nước).

## Bộ sưu tập

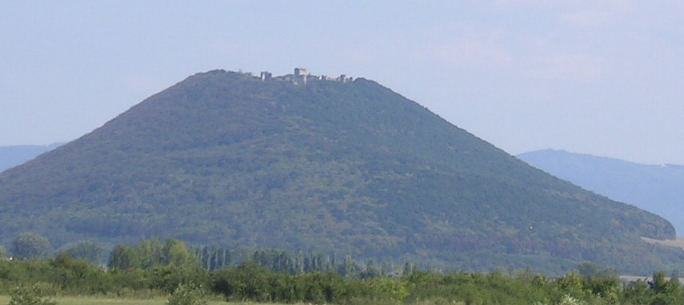
Đồi lâu đài Šariš nhìn từ phía tây bắc (2004)
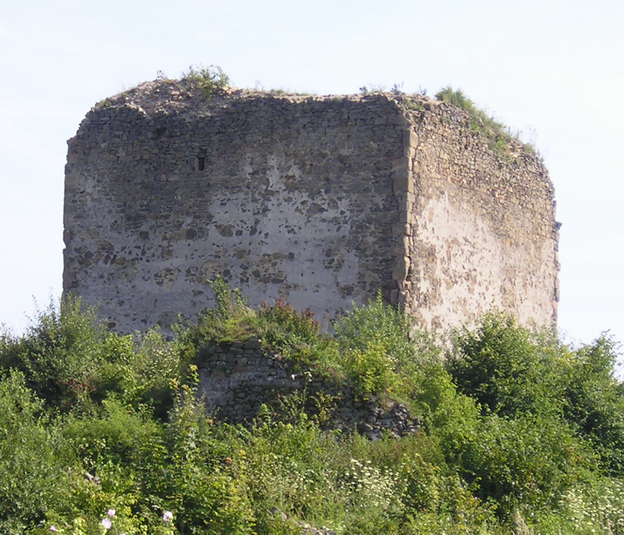
Tháp phòng thủ trước khi được trùng tu (2004)
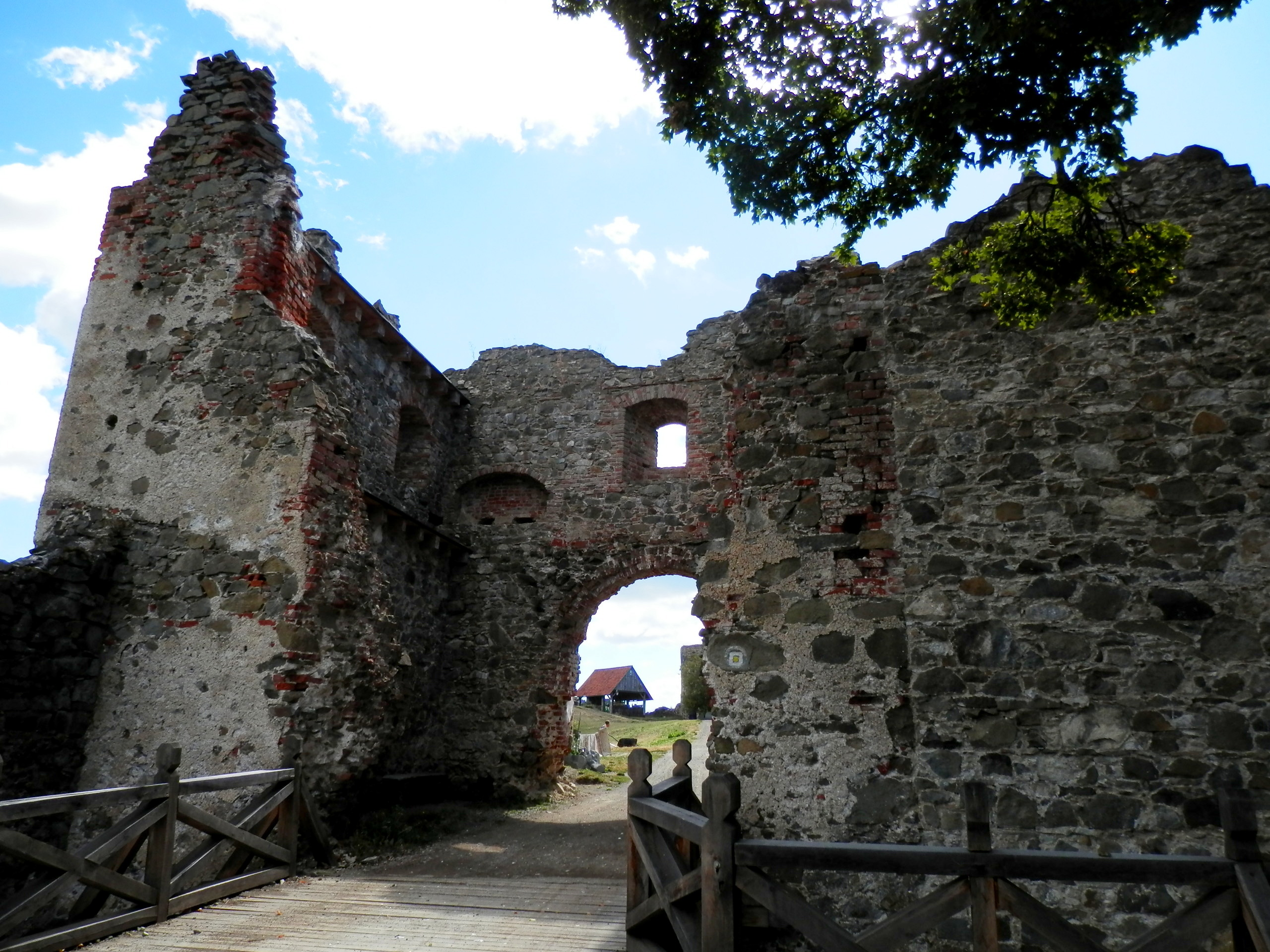
Một trong những cổng vào lâu đài được bảo tồn tốt nhất (Tháng 9 năm 2013)
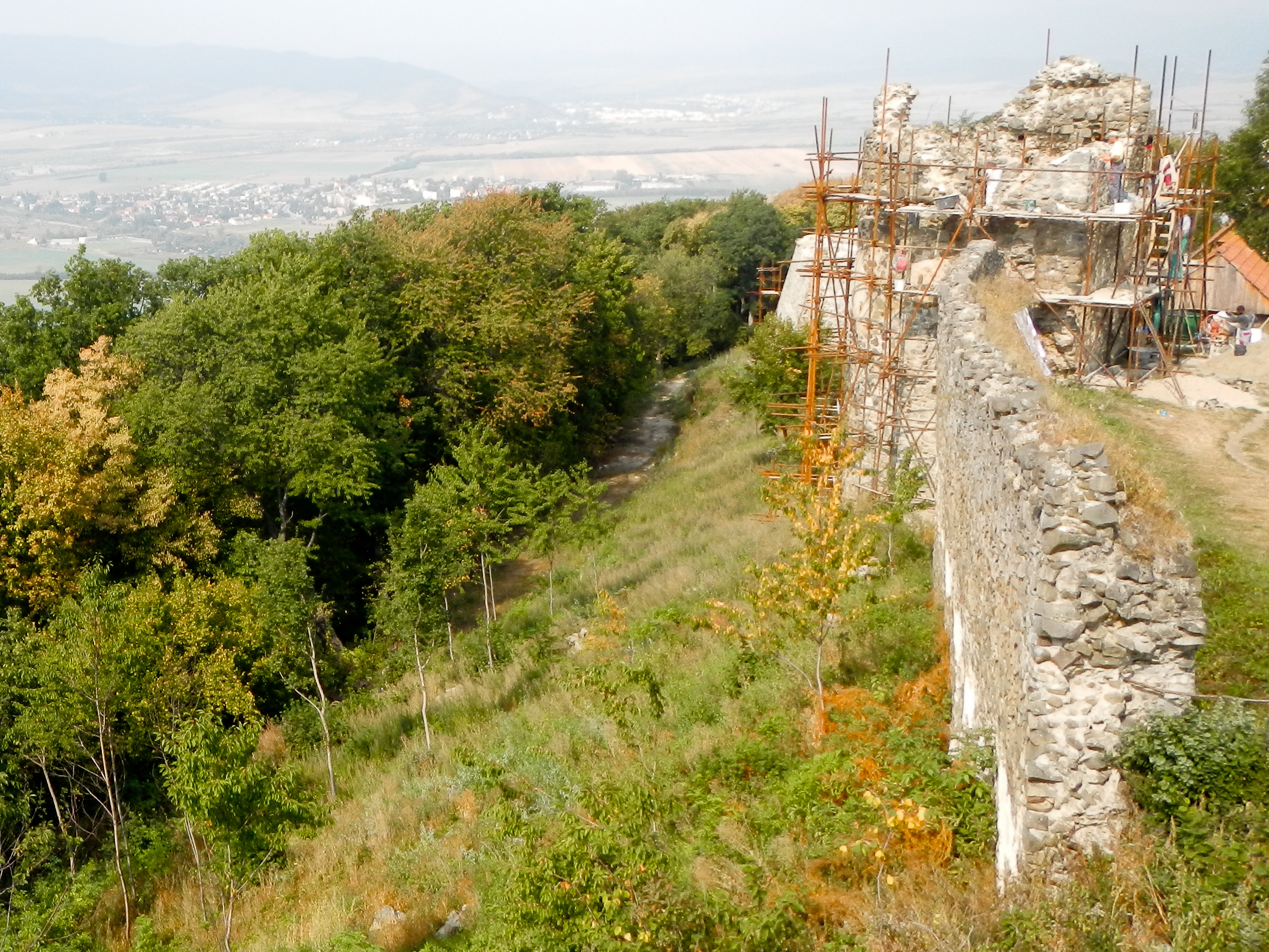
Tường thành và pháo đài nhìn từ phía bên ngoài (Tháng 9 năm 2013)
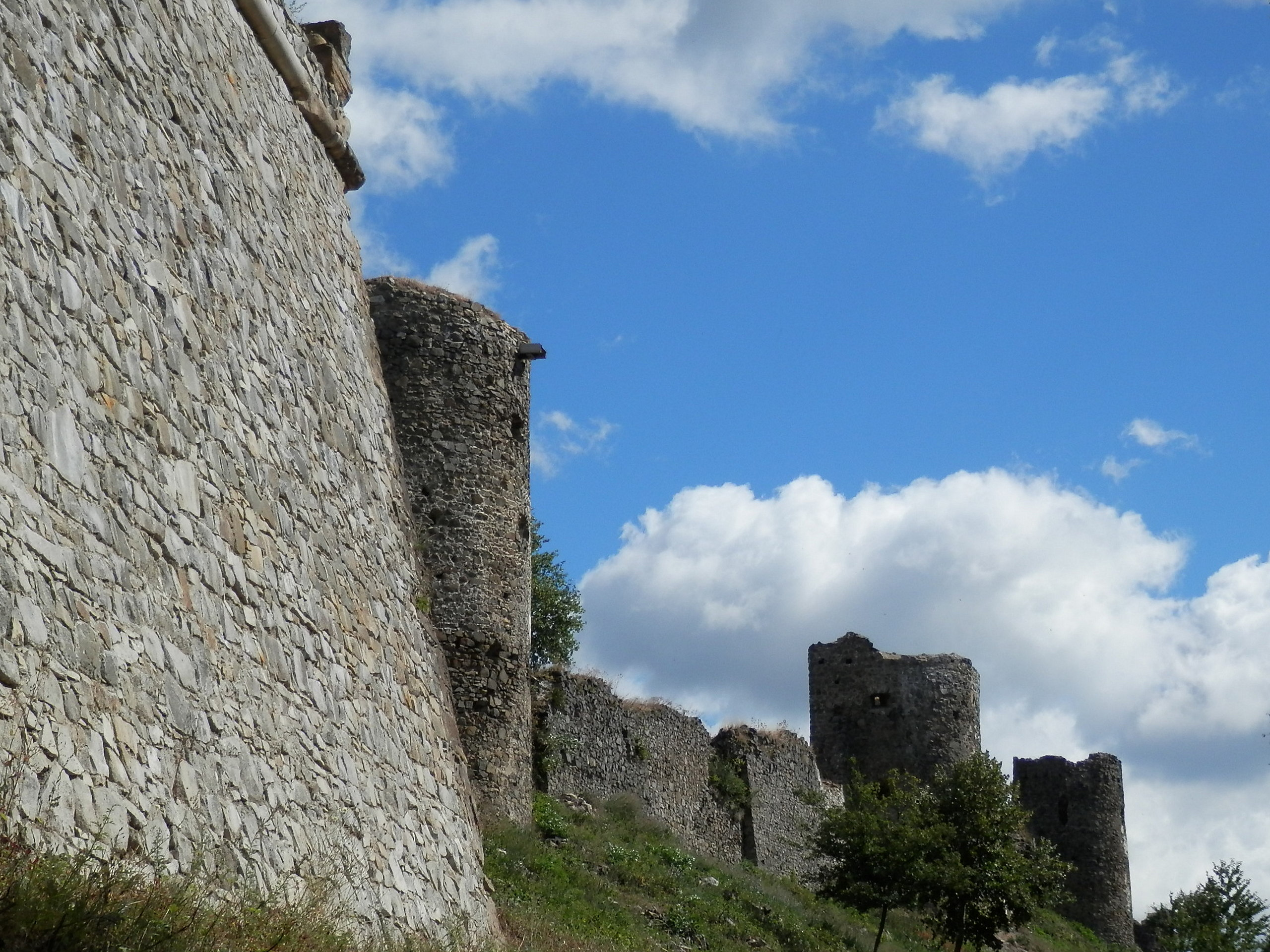
Tường thành và pháo đài nhìn từ phía bên ngoài (Tháng 9 năm 2013)
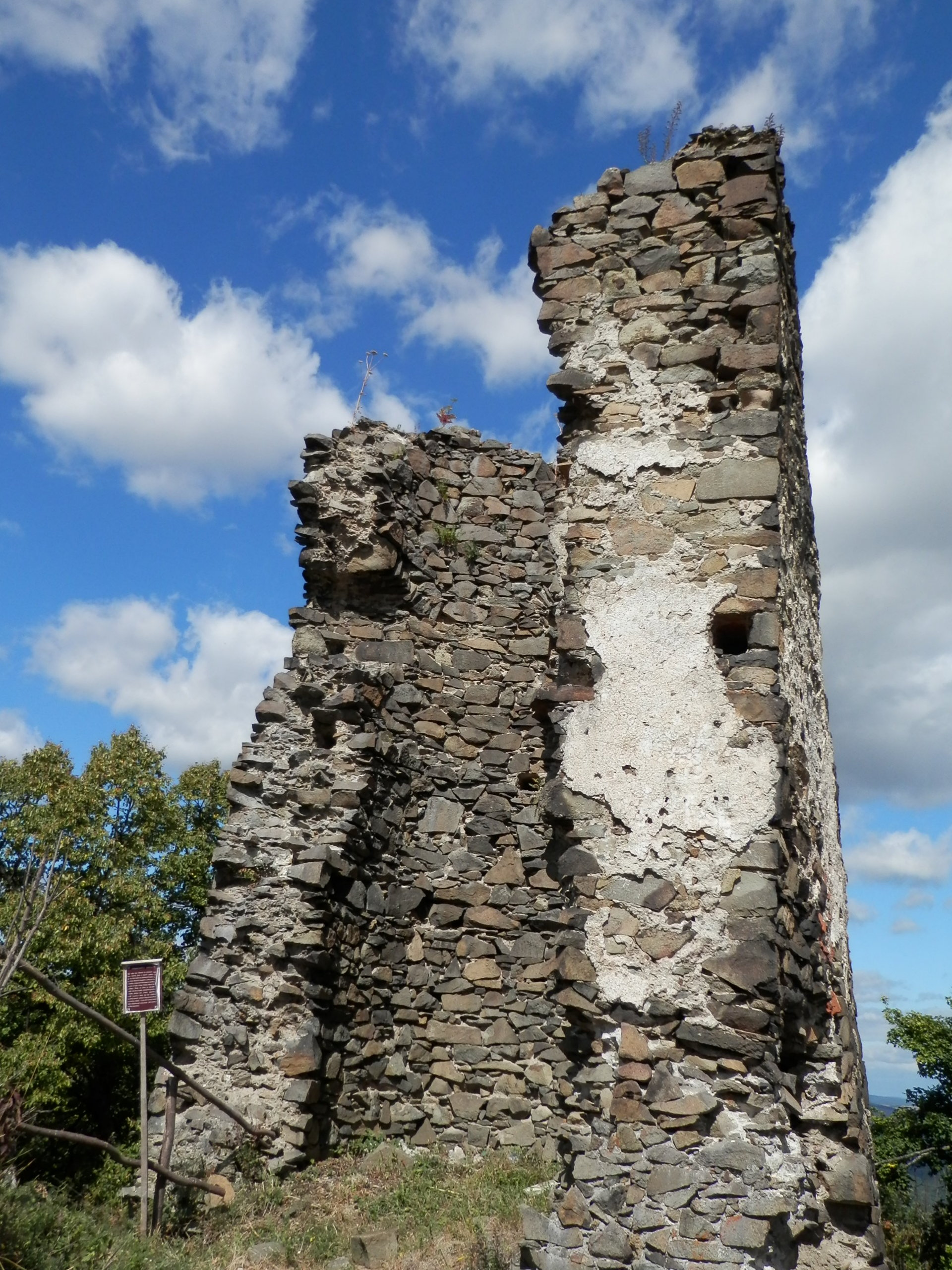
Tàn tích của một pháo đài (Tháng 9 năm 2013)
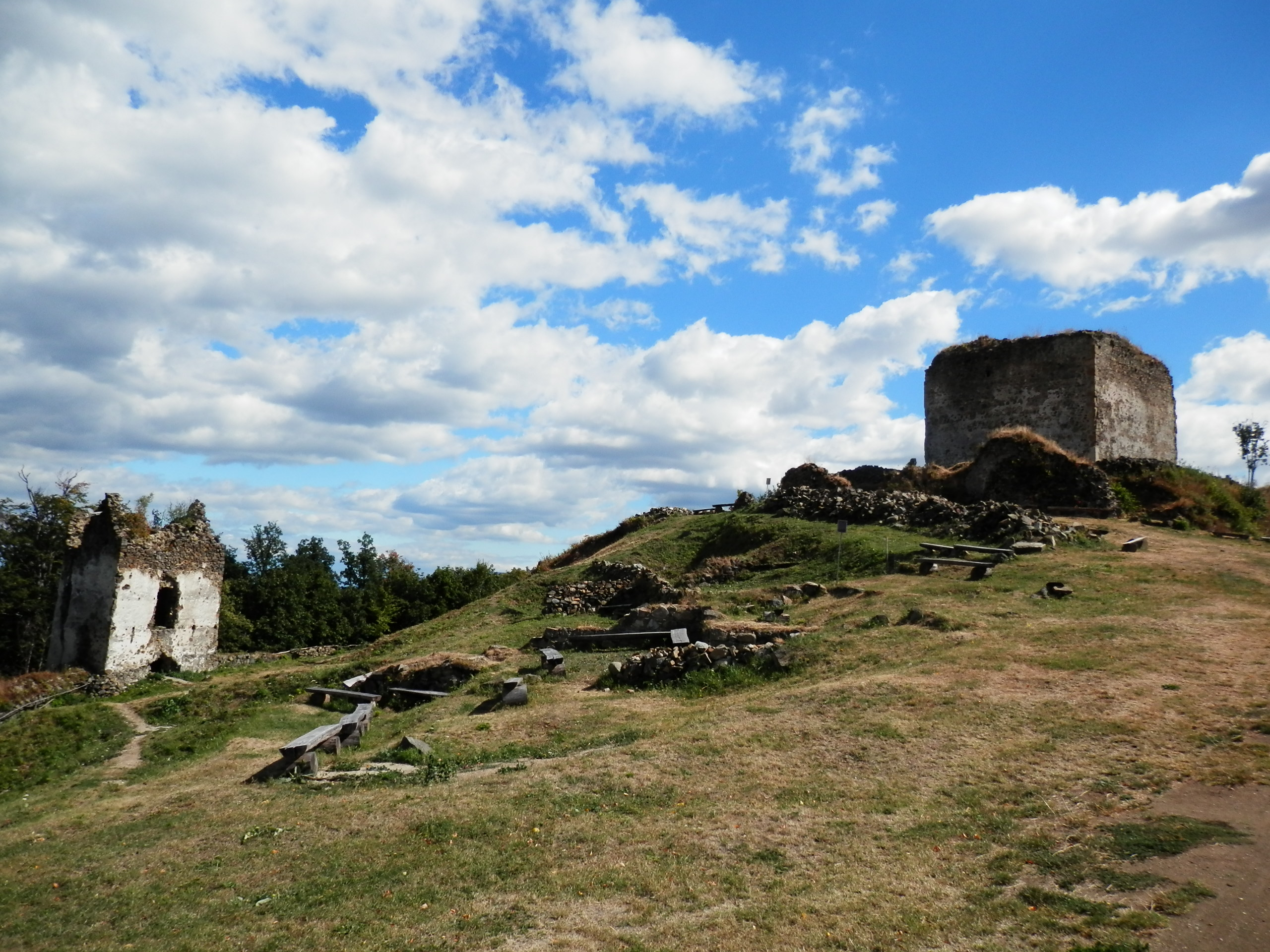
Sân trong và tàn tích của trung tâm lâu đài, từ bên phải có thể nhìn thấy rõ tháp phòng thủ trên đồi
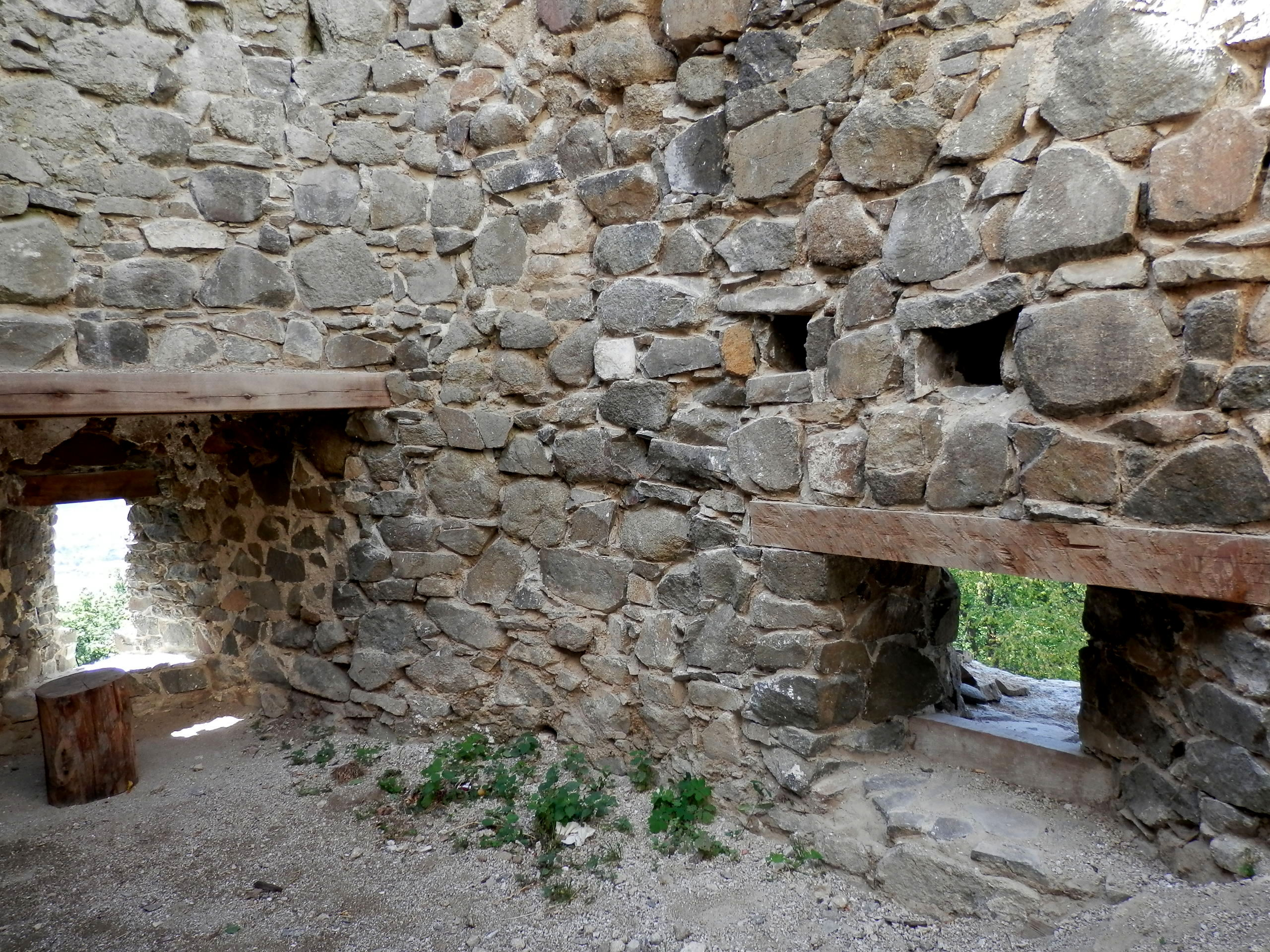
Phía bên trong tầng trệt của pháo đài sau khi được trùng tu (Tháng 9 năm 2013)
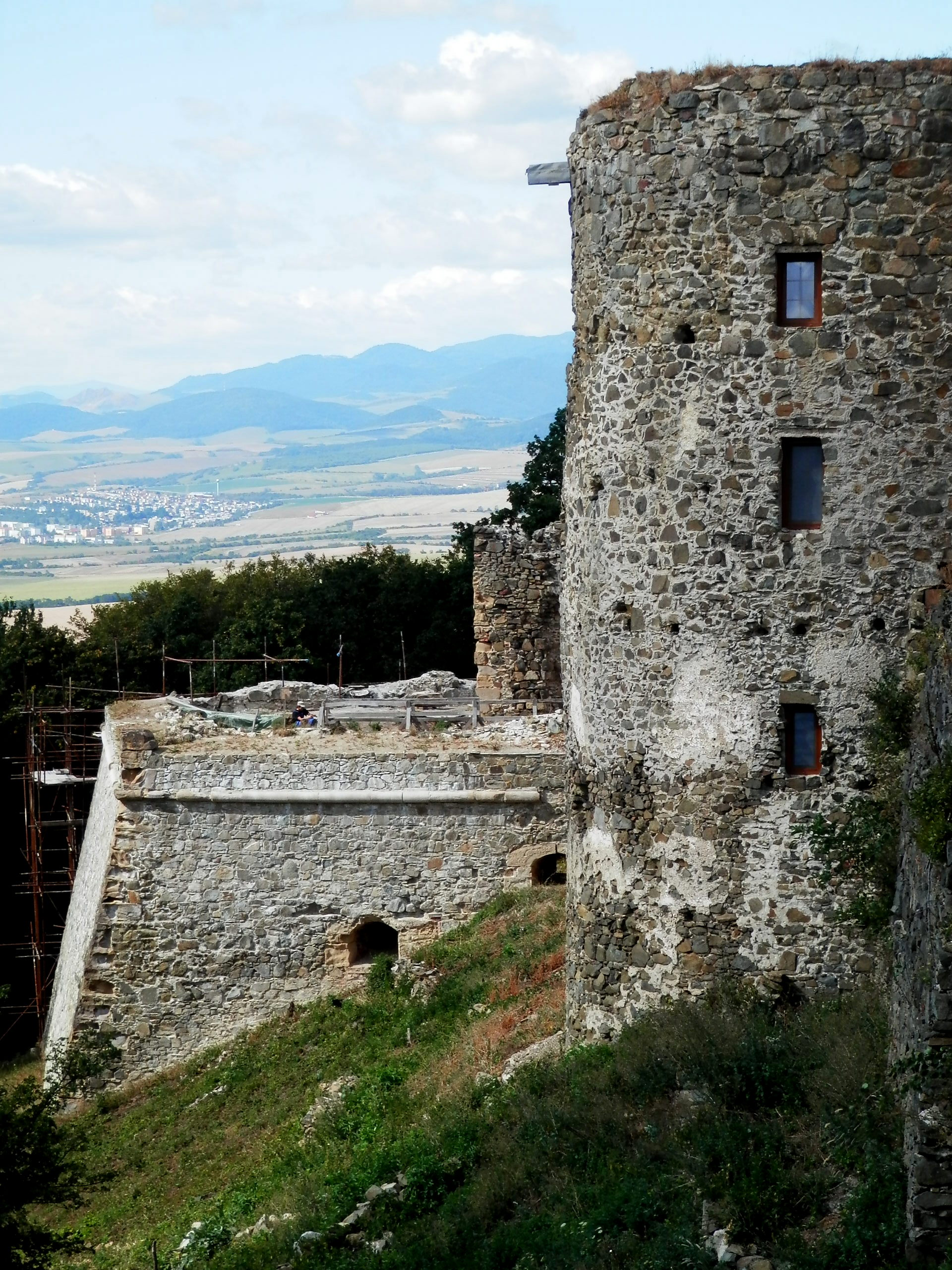
Cận cảnh tòa tháp về phía bên phải và phần hậu của đại bác trong pháo đài nhìn về phía bên trái
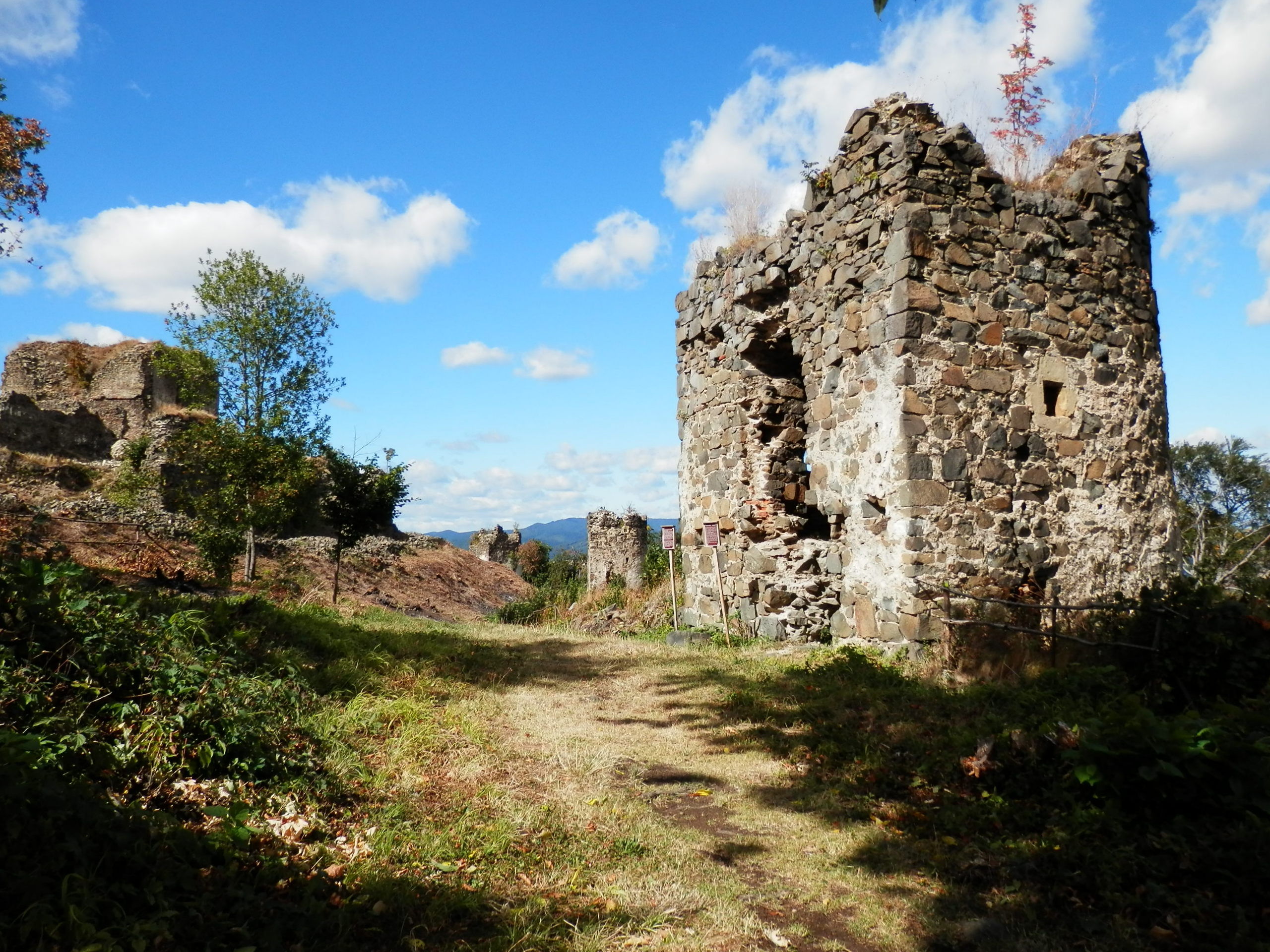
Tàn tích ở trung tâm lâu đài, có thể nhìn thấy rõ tháp phòng thủ trên đồi